# تامی لاوتون
تامی لاوتون (به انگلیسی: Tommy Lawton) زادهٔ ۶ اکتبر ۱۹۱۹ بازیکن فوتبال اهل انگلستان بود که سابقهٔ بازی در تیم ملی فوتبال انگلستان را در کارنامهٔ خود دارد. وی در تاریخ ۲۲ اکتبر ۱۹۳۸ نخستین بازی ملی خود را در مقابل تیم ملی فوتبال ولز انجام داد و با حضور در ۲۳ بازی ملی، در تاریخ ۲۶ سپتامبر ۱۹۴۸ واپسین بازی ملی‌اش را در برابر تیم ملی فوتبال دانمارک برگزار کرد.
این بازیکن توانسته در بازی‌های ملی، ۲۲ گل به ثمر برساند.